# 이지 A
《이지 A》(영어: Easy A, 영어: easy A로 표기)는 2010년 공개된 미국의 청춘 로맨틱 코미디 영화이다. 윌 글럭이 연출과 공동 제작을 맡고, 에마 스톤, 펜 배질리, 어맨다 바인스, 댄 버드, 앨리 미샤카, 토머스 헤이든 처치, 리사 쿠드로, 퍼트리샤 클라크슨, 스탠리 투치, 캠 지간데이, 맬컴 맥다월 등이 출연하였다.
너새니얼 호손의 1850년 소설 "주홍 글씨"에서 일부 영감을 얻었다. 2010년 6월 연예계에서 은퇴한 어맨다 바인스의 마지막 출연작이다.
2011년 제16회 크리틱스 초이스 영화상에서 코미디 영화 부문 작품상을 수상하였으며, 제68회 골든 글로브상에서 에마 스톤이 뮤지컬·코미디 부문 여우주연상 후보에 올랐다.

## 줄거리
캘리포니아 고등학생인 17살 올리브는 절친 리애넌의 히피 부모님과 함께 캠프에 가는 일을 피하려고 데이트가 있다고 거짓말을 하고 주말 내내 집에서 뒹굴며 너타샤 베딩필드 노래를 듣는다.
월요일에 올리브는 남자 대학생과 첫 경험을 가졌다고 리애넌에게 또 거짓말을 하게 되고, 이를 엿들은 독실한 개신교 신자 메리앤은 학교에 소문을 퍼트린다. 올리브가 친구 브랜던에게 사실을 털어놓자 게이라는 이유로 놀림 당하는 브랜던은 자신이 올리브와 관계를 가진 척 해서 이성애자 행세를 하고 싶다고 부탁하고, 올리브는 이를 허가한다.
올리브는 주변 괴롭힘에 대항하는 차원에서 헤픈 여자애라는 오명을 적극적으로 받아들이고 너새니얼 호손의 1850년 소설 주홍 글씨 주인공 헤스터 프린에게서 영감을 받아 A 글자를 꿰맨 자극적인 옷을 입고 등교하기 시작한다. 인기가 없어 여자를 만나보지 못했던 남학생들은 인기를 끌기 위해 올리브에게 상품권을 주고 올리브에게서 잠자리를 가진 척해도 된다는 허락을 받는다.
메리앤의 남자친구 마이카는 상담 교사 그리피스 부인과 관계를 가지고 클라미디아 감염증에 걸리자 올리브 때문이라고 거짓말을 한다. 그리피스 부인의 남편인 교사 그리피스 씨를 존경하는 올리브는 그리피스 씨의 결혼이 깨지는 사태를 막기 위해 누명을 감수한다. 교회 청년부는 올리브를 아예 학교에서 쫓아내려고 한다.
리애넌이 짝사랑하는 앤슨이 올리브에게 데이트를 신청하더니 본심을 드러내며 금전 대가와 실제 성관계를 교환하려고 하자 올리브의 인내심은 한계에 달한다. 아무도 올리브를 위해 나서주려 하지 않는 가운데 어릴 적에 좋아했던 토드만이 올리브를 믿어준다. 올리브는 그리피스 부인이 스스로 진실을 밝히길 거부하자 그리피스 씨에게 이를 직접 말하고 그리피스 씨는 별거에 들어간다.
다행히 올리브에게는 늘 자신을 이해하고 지지해주는 부모님이 있고, 올리브는 엄마와 대화를 나누고 용기를 얻는다. 올리브는 웹캐스트에서 토드와 온라인 섹스를 하겠다고 선언하여 시청자들을 불러모은 뒤 이를 그간 벌어진 일의 진상을 밝히는 수단으로 삼는다. 곧 자신은 토드와 첫 경험을 하게 되겠지만 그건 다른 사람들이 신경 쓸 바가 아니라고 선언한 올리브는 리애넌에게 문자로 사과하고 토드와 입을 맞춘다.

## 출연
- 에마 스톤 - 올리브 펜더개스트 역
  - 줄리엣 골리아 - 올리브 아역
- 펜 배질리 - 우드척 토드 역
  - 브레이든 러매스터스 - 토드 아역
- 어맨다 바인스 - 메리앤 브라이언트 역
- 댄 버드 - 브랜던 역
- 앨리 미샤카 - 리애넌 애버내시 역
- 토머스 헤이든 처치 - 그리피스 선생 역
- 리사 쿠드로 - 그리피스 부인 역
- 퍼트리샤 클라크슨 - 로즈메리 펜더개스트 역
- 스탠리 투치 - 딜 펜더개스트 역
- 캠 지간데이 - 마이카 역
- 맬컴 맥다월 - 기번스 교장 역
- 머헤일리 퍼텔 - 니나 하월 역
- 제이크 샌드비그 - 앤슨 역
- 브라이스 클라이드 젱킨스 - 칩 펜더개스트 역
- 조해나 브래디 - 멜로디 보스틱 역
- 프레드 아미슨 - 브라이언트 목사 역
- 스테이시 트래비스 - 브라이언트 부인 역
- 맥스 크럼 - 폰티어스 역
- 럴레인